# Mercado cautivo
En economía, se denomina mercado cautivo a aquel en el cual existen una serie de barreras de entrada que impiden la competencia, y convierten al mercado en un monopolio u oligopolio. Es el contrario al libre mercado.
La forma más habitual de crear un mercado cautivo es a través de aranceles, si bien no es la única. También cabe poner otras barreras de entrada como especificaciones técnicas, requisitos que las empresas deben cumplir para operar en dicho mercado, u otros.
- Datos: Q5036953